# Eric Portman
Pour les articles homonymes, voir Portman.
Eric Portman est un acteur anglais, né le 13 juillet 1901 à Halifax (Royaume-Uni)  et mort le 7 décembre 1969 d'une crise cardiaque à St Veep (Cornouailles, Royaume-Uni).

## Biographie
Eric Portman débute en 1924 au théâtre ; il y accomplit une large part de sa carrière, jusqu'en 1968, notamment à Londres et dans des pièces de William Shakespeare. À sept reprises, entre 1937 et 1962, il joue à Broadway (New York). Citons Tables séparées de Terence Rattigan, production présentée à Londres en 1954-1955, puis à Broadway en 1956-1957, qui lui vaut une nomination (en 1957) au Tony Award du meilleur acteur.
Au cinéma, de 1933 à 1968, Eric Portman apparaît principalement dans des films britanniques — dont trois réalisations de Michael Powell et Emeric Pressburger, durant les années 1940 — et quelques-uns américains (ou coproductions). Ainsi, en 1937, il joue dans Le Prince et le Pauvre, aux côtés d'Errol Flynn et Claude Rains.
À la télévision, il contribue à six téléfilms en 1938-1939, puis à des séries (certaines consacrées au théâtre) entre 1954 et 1969. Mentionnons son interprétation du Numéro deux, en 1967, dans l’épisode no 4 (Free for All) de la série-culte Le Prisonnier (voir filmographie ci-dessous).

## Théâtre (sélection)
Pièces jouées à Londres, sauf mention contraire
- 1924-1925 : Hamlet, Antoine et Cléopâtre (Antony and Cleopatra), La Comédie des erreurs (The Comedy of Errors), Henry VIII (Henry VIII), La Mégère apprivoisée (The Taming of the Shrew) et Le Songe d'une nuit d'été (A Midsummer Night's Dream) de William Shakespeare (Saison à Bristol)
- 1926-1927 : Hamlet de William Shakespeare, avec Heather Angel, Esmond Knight
- 1927-1928 : Beaucoup de bruit pour rien (Much ado about nothing, avec Sybil Thorndike), Le Roi Lear (King Lear), Roméo et Juliette (Romeo and Juliet), Le Marchand de Venise (The Merchant of Venice), La Mégère apprivoisée (The Taming of the Shrew, avec Sybil Thorndike), Henri V (Henry V, avec John Laurie, Sybil Thorndike), Hamlet et Les Deux Nobles Cousins (The Two Nobles Kinsmen) de William Shakespeare ; L'École de la médisance (The School for Scandal) de Richard Brinsley Sheridan (saison ; avec Torin Thatcher pour toutes ces pièces)
- 1928-1929 : Henri V (Henry V) de William Shakespeare, avec John Laurie, Torin Thatcher, Sybil Thorndike
- 1930 : She stoops to conquer d'Oliver Goldsmith
- 1930-1931 : Le Roi Lear (King Lear) de William Shakespeare, avec John Gielgud, Ralph Richardson
- 1933-1934 : Richard of Bordeaux de Gordon Daviot, mise en scène de (et avec) John Gielgud (Birmingham)
- 1937 : Madame Bovary, adaptation de Benn W. Levy, d'après le roman éponyme de Gustave Flaubert, avec Ernest Cossart, O. Z. Whitehead (Broadway)
- 1938 : The Masque of Kings de Maxwell Anderson, avec Milton Rosmer
- 1938 : I have been here before de John Boynton Priestley, mise en scène de Lewis Allen, avec Wilfrid Lawson (Broadway)
- 1938-1939 : Asmodée (The Intruder) de François Mauriac
- 1939-1940 : Jeannie d'Aimee Stuart
- 1950-1951 : His Excellency de Campbell Christie
- 1951-1952 : The Moment of Truth de Peter Ustinov
- 1954-1955 : Tables séparées (Separate Tables) de Terence Rattigan, comprenant deux pièces en un acte, Table by the Window et Table Number Seven, mise en scène de Peter Glenville, avec Margaret Leighton (reprise à Broadway en 1956-1957)
- 1958 : Jane Eyre, adaptation d'Huntington Hartford, d'après le roman éponyme de Charlotte Brontë, avec Blanche Yurka, Francis Compton (Broadway)
- 1958-1959 : La Marque du poète (A Touch of the Poet) d'Eugene O'Neill, avec Betty Field, Helen Hayes (Broadway)
- 1959 : Flowering Cherry de Robert Bolt, costumes de Theoni V. Aldredge, avec Wendy Hiller (Broadway)
- 1962 : Route des Indes (A Passage to India), adaptation de Santha Rama Rau, d'après le roman éponyme de E. M. Forster, avec Leonardo Cimino, Gladys Cooper, Donald Moffat, Zia Mohyeddin (Broadway)
- 1968 : Justice de John Galsworthy, avec Barbara Murray

## Filmographie partielle

### Cinéma
- 1933 : The Girl from Maxim's d'Alexander Korda
- 1935 : Maria Marten (Maria Marten, or The Murder in the Red Barn) de Milton Rosmer
- 1935 : Le Sultan rouge (Abdul the Damned) de Karl Grune
- 1935 : Old Roses de Bernard Mainwaring
- 1935 : Hyde Park Corner de Sinclair Hill
- 1936 : The Cardinal de Sinclair Hill
- 1936 : The Crimes of Stephen Hawke de George King
- 1936 : Hearts of Humanity de John Baxter
- 1937 : Moonlight Sonata de Lothar Mendes
- 1937 : Le Prince et le Pauvre (The Prince and the Pauper) de William Keighley
- 1941 : 49e Parallèle (49th Parallel) de Michael Powell
- 1942 : Un de nos avions n'est pas rentré (One of our Aircraft is missing) de Michael Powell et Emeric Pressburger
- 1942 : Uncensored de Anthony Asquith
- 1942 : Squadron Leader X de Lance Comfort
- 1943 : Plongée à l'aube (We dive at Dawn) d'Anthony Asquith
- 1943 : Escape to Danger de Lance Comfort
- 1943 : Ceux de chez nous  (Million like Us) de Sidney Gilliat et Frank Launder
- 1944 : A Canterbury Tale de Michael Powell et Emeric Pressburger
- 1945 : Great Day de Lance Comfort
- 1946 : Wanted for Murder de Lawrence Huntington
- 1946 : Men of Two Worlds de Thorold Dickinson
- 1947 : Mon cher assassin (Dear Murderer) d'Arthur Crabtree
- 1947 : Daybreak de Compton Bennett
- 1948 : L'Étrange Rendez-vous (Corridor of Mirrors) de Terence Young
- 1948 : The Mark of Cain de Brian Desmond Hurst
- 1948 : The Blind Goddess de Harold French
- 1949 : The Spider and the Fly, de Robert Hamer
- 1950 : Cairo Road de David MacDonald
- 1951 : La Boîte magique de John Boulting, avec Robert Donat, Margaret Johnston, Maria Schell
- 1952 : His Excellency de Robert Hamer
- 1952 : South of Algiers de Jack Lee
- 1955 : L'Autre Homme (The Deep Blue Sea) d'Anatole Litvak
- 1955 : Les Indomptables de Colditz (The Colditz Story) de Guy Hamilton
- 1956 : Child in the House de Cy Endfield
- 1957 : The Good Companions de Jack Lee Thompson
- 1959 : The House of the Seven Hawks de Richard Thorpe
- 1960 : Surprise Package de Stanley Donen
- 1961 : La Lame nue (The Nacked Edge) de Michael Anderson
- 1962 : Freud, passions secrètes (Freud ou Freud, the Secret Passion) de John Huston
- 1962 : The Man who Finally Died de Quentin Lawrence
- 1963 : West 11 de Michael Winner
- 1965 : Aux postes de combat (The Bedford Incident) de James B. Harris
- 1966 : L'Espion au nez froid (The Spy with a Cold Nose) de Daniel Petrie
- 1967 : Les Chuchoteurs (The Whisperers) de Bryan Forbes
- 1968 : Le chat croque les diamants (Deadfall) de Bryan Forbes
- 1968 : Les Tueurs sont lâchés (Assignment to kill) de Sheldon Reynolds, avec Patrick O'Neal, Joan Hackett, John Gielgud, Herbert Lom

### Séries télévisées
- 1960 : Alfred Hitchcock présente (Alfred Hitchcock presents), Saison 5, épisode 29 Le Héros (The Hero) de John Brahm.
- 1967 : Le Prisonnier (The Prisoner), épisode 4 Liberté pour tous (Free for All) de Patrick McGoohan : le Numéro deux.

## Vie privée
Eric Portman vécut dans les années 1940 dans le hameau de Penpol en Cornouailles avec son compagnon Knox Laing, acteur lui aussi.